# Kamvounia
Kamvounia (griechisch Καμβούνια (n. pl.)) ist ein Gemeindebezirk der Gemeinde Servia in der griechischen Region Westmakedonien. Er wurde nach dem gleichnamigen Gebirge benannt. 

## Lage
Der Gemeindebezirk Kamvounia liegt im Südwesten der Gemeinde Servia an der Grenze zur Nachbargemeinde Deskati.

## Verwaltungsgliederung
Der Gemeinde Kamvounia wurde im Rahmen der Gebietsreform 1997 aus drei Landgemeinden gegründet, Verwaltungssitz war Tranovalto. Gemäß der Verwaltungsreform 2010 bildete Kamvounia einen der vier Gemeindebezirken der gegründeten Gemeinde Servia-Velvendo. Seit der Ausgliederung von Velvendo 2019 aus dieser Gemeinden gehört Kamvounia nun zur neuen Gemeinde Servia.
| Ortsgemeinschaft | griechischer Name            | Code     | Fläche (km²) | Einwohner 2001 | Einwohner 2011 | Dörfer und Siedlungen          |
| ---------------- | ---------------------------- | -------- | ------------ | -------------- | -------------- | ------------------------------ |
| Tranovalto       | Τοπική Κοινότητα Τρανοβάλτου | 14040301 | 75,448       | 1084           | 790            | Tranovalto, Lazarades, Frourio |
| Elati            | Τοπική Κοινότητα Ελάτης      | 14040302 | 39,800       | 568            | 415            | Elati                          |
| Mikrovalto       | Τοπική Κοινότητα Μικροβάλτου | 14040303 | 34,305       | 605            | 334            | Mikrovalto, Moni Stavou        |
| Gesamt           | Gesamt                       | 140403   | 149,553      | 2257           | 1539           |                                |